# Bring It On (album)
Bring It On – drugi album studyjny hongkońskiego zespołu 24Herbs, wydany w 2011 roku przez wytwórnię Drum Music i East Asia Music.

## Lista utworów
Źródło: cdbaby
| Nr  | Tytuł                             | Długość |
| --- | --------------------------------- | ------- |
| 1.  | „Turn It Up”                      | 4:42    |
| 2.  | „Bring It On”                     | 4:39    |
| 3.  | „Do You Know Me”                  | 4:46    |
| 4.  | „Wonderland” (feat. Janice Vidal) | 4:12    |
| 5.  | „Fashionista”                     | 4:48    |
| 6.  | „Do or Die”                       | 4:04    |
| 7.  | „Rock as One”                     | 3:16    |
| 8.  | „Control” (feat. Paul Wong)       | 4:30    |
| 9.  | „HongKong Kowloon”                | 4:17    |
| 10. | „Zeoiok zi seng”                  | 3:50    |
| 11. | „Why Can't U”                     | 4:29    |
| 12. | „Batsi hingdai” (feat. KZ)        | 3:37    |
| 13. | „Perfect”                         | 3:42    |
| 14. | „Chillax” (feat. Soft Lipa)       | 4:16    |
| 15. | „Hú Ge”                           | 3:46    |